# Чахмак-Таппе
Чахмак-Таппе (перс. چخماق تپه) — село в Ірані, у дегестані Дегчаль, в Центральному бахші, шагрестані Хондаб остану Марказі. За даними перепису 2006 року, його населення становило 108 осіб, що проживали у складі 23 сімей.

## Клімат
Середня річна температура становить 12,50°C, середня максимальна – 32,21°C, а середня мінімальна – -10,61°C. Середня річна кількість опадів – 289 мм.
| Клімат поселення                              | Клімат поселення | Клімат поселення | Клімат поселення | Клімат поселення | Клімат поселення | Клімат поселення | Клімат поселення | Клімат поселення | Клімат поселення | Клімат поселення | Клімат поселення | Клімат поселення | Клімат поселення |
| Показник                                      | Січ.             | Лют.             | Бер.             | Квіт.            | Трав.            | Черв.            | Лип.             | Серп.            | Вер.             | Жовт.            | Лист.            | Груд.            |                  |
| Середній максимум, °C                         | 8,26             | 10,94            | 15,34            | 20,22            | 24,84            | 31,30            | 32,21            | 31,13            | 26,38            | 21,12            | 14,74            | 8,68             |                  |
| Середня температура, °C                       | −1,16            | 1,49             | 5,89             | 10,79            | 15,41            | 21,87            | 25,77            | 24,71            | 19,96            | 14,70            | 8,32             | 2,26             |                  |
| Середній мінімум, °C                          | −10,61           | −7,94            | −3,54            | 1,34             | 5,97             | 12,42            | 19,35            | 18,28            | 13,52            | 8,27             | 1,90             | −4,18            |                  |
| Норма опадів, мм                              | 46               | 35               | 49               | 39               | 36               | 8                | 0                | 1                | 1                | 7                | 25               | 42               |                  |
| Середньомісячна швидкість вітру, м/с          | 1.97             | 2.36             | 3.23             | 3.38             | 2.94             | 2.69             | 2.84             | 2.68             | 2.40             | 2.28             | 1.76             | 1.90             |                  |
| Середньомісячна сонячна радіація, кДж/м²·день | 8622             | 11940            | 14442            | 17941            | 22090            | 26793            | 25751            | 23861            | 20755            | 15214            | 10697            | 8511             |                  |
| --------------------------------------------- | ---------------- | ---------------- | ---------------- | ---------------- | ---------------- | ---------------- | ---------------- | ---------------- | ---------------- | ---------------- | ---------------- | ---------------- | ---------------- |
| Джерело:                                      |                  |                  |                  |                  |                  |                  |                  |                  |                  |                  |                  |                  |                  |